# Carte d'identité en Roumanie
Pour les autres articles nationaux ou selon les autres juridictions, voir Carte d'identité.
 (mars 2019).
Si vous disposez d'ouvrages ou d'articles de référence ou si vous connaissez des sites web de qualité traitant du thème abordé ici, merci de compléter l'article en donnant les références utiles à sa vérifiabilité et en les liant à la section « Notes et références ».
La carte d'identité roumaine (en roumain : carte de identitate) est un document délivré au citoyen roumain domicilié en Roumanie. Il est délivré pour la première fois à l'âge de 14 ans. Pour l'obtenir, une preuve de l'identité, du domicile et de la citoyenneté roumaine doivent être fournies. 
La carte d'identité est délivrée par la Direction des archives du personnel et de l'administration de la base de données, sous l'autorité du ministère de l'Administration et de l'Intérieur .

## Informations disponibles
- Série et le numéro d'identification (qui change chaque fois que le titulaire reçoit une autre carte)
- Code Numérique Personnel (CNP)
- Nom(s) de famille
- Prénom(s)
- Sexe
- Filiation (remplacée depuis 2009 par la nationalité)
- Date de naissance
- Adresse
- Autorité émettrice
- Validité (la date d’émission au format jj..mm..aa. et la date d'expiration au format jj.mm.aaaa)